# Питомник (Харьковская область)
Питомник (укр. Питомник) — посёлок в Дергачёвской городской общине, Харьковского района, Харьковской области.
Код КОАТУУ — 6322082005. Население по переписи 2001 года составляет 205 (91/114 м/ж) человек.

## Географическое положение
Посёлок Питомник находится возле автомобильной дороги М-20, на расстоянии в 21 км от Харькова и в 20 км от центра общины. к посёлку примыкает большой лесной массив.
К посёлку примыкают большие питомники, есть небольшой пруд.

## История
- 1650 — год основания.

## Объекты социальной сферы
- Клуб.
- Фельдшерско-акушерский пункт.
- Несколько пионерских лагерей.
- Посёлок газифицирован.

## Достопримечательности
- Монумент гетьмана Шарубилова Романа

## Предприятия
- Молочно-товарная, птице-товарная, свино-товарная и овце-товарная фермы, машинно-тракторные мастерские.
- Школа.
- Дом культуры.
- Больница.